# Cocumont
Cocumont – miejscowość i gmina we Francji, w regionie Nowa Akwitania, w departamencie Lot i Garonna.
Według danych na rok 1990 gminę zamieszkiwało 937 osób, a gęstość zaludnienia wynosiła 37 osób/km² (wśród 2290 gmin Akwitanii Cocumont plasuje się na 454. miejscu pod względem liczby ludności, natomiast pod względem powierzchni na miejscu 365).